# Psoriasis en gouttes
 (juin 2023).
La mise en forme du texte ne suit pas les recommandations de Wikipédia : il faut le « wikifier ».
Les points d'amélioration suivants sont les cas les plus fréquents. Le détail des points à revoir est peut-être précisé sur la page de discussion.
- Les titres sont pré-formatés par le logiciel. Ils ne sont ni en capitales, ni en gras.
- Le texte ne doit pas être écrit en capitales (les noms de famille non plus), ni en gras, ni en italique, ni en « petit »…
- Le gras n'est utilisé que pour surligner le titre de l'article dans l'introduction, une seule fois.
- L'italique est rarement utilisé : mots en langue étrangère, titres d'œuvres, noms de bateaux, etc.
- Les citations ne sont pas en italique mais en corps de texte normal. Elles sont entourées par des guillemets français : « et ».
- Les listes à puces sont à éviter, des paragraphes rédigés étant largement préférés. Les tableaux sont à réserver à la présentation de données structurées (résultats, etc.).
- Les appels de note de bas de page (petits chiffres en exposant, introduits par l'outil «  Source ») sont à placer entre la fin de phrase et le point final[comme ça].
- Les liens internes (vers d'autres articles de Wikipédia) sont à choisir avec parcimonie. Créez des liens vers des articles approfondissant le sujet. Les termes génériques sans rapport avec le sujet sont à éviter, ainsi que les répétitions de liens vers un même terme.
- Les liens externes sont à placer uniquement dans une section « Liens externes », à la fin de l'article. Ces liens sont à choisir avec parcimonie suivant les règles définies. Si un lien sert de source à l'article, son insertion dans le texte est à faire par les notes de bas de page.
- La présentation des références doit suivre les conventions bibliographiques. Il est recommandé d'utiliser les modèles {{Ouvrage}}, {{Chapitre}}, {{Article}}, {{Lien web}} et/ou {{Bibliographie}}. Le mode d'édition visuel peut mettre en forme automatiquement les références.
- Insérer une infobox (cadre d'informations à droite) n'est pas obligatoire pour parachever la mise en page.

Pour une aide détaillée, merci de consulter Aide:Wikification.
Si vous pensez que ces points ont été résolus, vous pouvez retirer ce bandeau et améliorer la mise en forme d'un autre article.
 Mise en garde médicale
Le psoriasis en gouttes (également connu sous le nom de psoriasis éruptif) est un type de psoriasis qui se présente sous forme de petites (0,5 à 1,5 cm de diamètre) lésions sur la partie supérieure du tronc et les extrémités proximales ; on le trouve fréquemment chez les jeunes adultes:410,:194.
Le terme « gouttes » est utilisé pour décrire l'aspect en forme de goutte des lésions cutanées. Le psoriasis en gouttes est classiquement déclenché par une infection bactérienne, généralement une infection des voies respiratoires supérieures:726.

## Signes et symptômes
En règle générale, le psoriasis en gouttes éclate après une infection de la gorge ou une angine streptococcique. Au départ, lorsque l'infection de la gorge s'est dissipée, la personne peut se sentir bien pendant plusieurs semaines avant de remarquer l'apparition de taches rouges. Elles apparaissent petites au début, comme une tache rouge qui démange légèrement. Lorsqu'elle est grattée ou enlevé, la couche supérieure de peau laisse une peau sèche et rouge avec des zones blanches marquant l'endroit où les flocons de peau sèche s'arrêtent et commencent. Dans les semaines qui suivent, les taches peuvent atteindre jusqu'à deux centimètres et demi de diamètre. Certaines des plus grandes peuvent former une zone pâle légèrement jaune au centre.
Le psoriasis en gouttes peut survenir sur n'importe quelle partie du corps, en particulier les jambes, les bras, le torse, les paupières, le dos, les fesses, le maillot et le cou. Le nombre de lésions peut varier de 5 jusqu'à plus de 100. Généralement, les parties du corps les plus touchées sont les bras, les jambes, le dos et le torse.

## Causes
Des facteurs génétiques et environnementaux peuvent influencer l'apparition d'un psoriasis en gouttes. Les antigènes leucocytaires humains, en particulier ceux du groupe HLA-C, sont associés au trouble cutané. L'infection de streptocoques bêta-hémolytiques est le principal facteur environnemental. La voie d'infection typique est le système respiratoire supérieur. Rarement, elle est également causée par une infection cutanée entourant l'anus (dermatite streptococcique périanale),.

## Diagnostic
Le psoriasis en gouttes peut généralement être diagnostiqué par un unique examen clinique.

## Prise en charge
Les traitements utilisés pour le psoriasis en plaques peuvent également être utilisés pour le psoriasis en gouttes. Peu d'études se sont spécifiquement concentrées sur la prise en charge du psoriasis en gouttes, il n'existe donc actuellement aucune ligne directrice ferme pour une prise en charge différente de celle du psoriasis en plaques. Les médicaments immunosuppresseurs qui inhibent l'activation des lymphocytes T ont été efficaces dans le traitement des cas graves de psoriasis en gouttes chronique. En raison du rôle que joue l'infection streptococcique dans le développement du psoriasis en gouttes, les antibiotiques systémiques ont été pris en compte comme une potentielle option de traitement. Il existe des preuves incertaines quant à l'efficacité et à l'innocuité des antibiotiques systémiques ou de l'amygdalectomie dans le traitement de la maladie. La maladie disparaît souvent d'elle-même en quelques semaines à quelques mois, et seulement environ un tiers des patients développeront un forme chronique (en plaque).

## Épidémiologie
Le psoriasis en gouttes représente environ 2 % des cas de psoriasis.

## Galerie

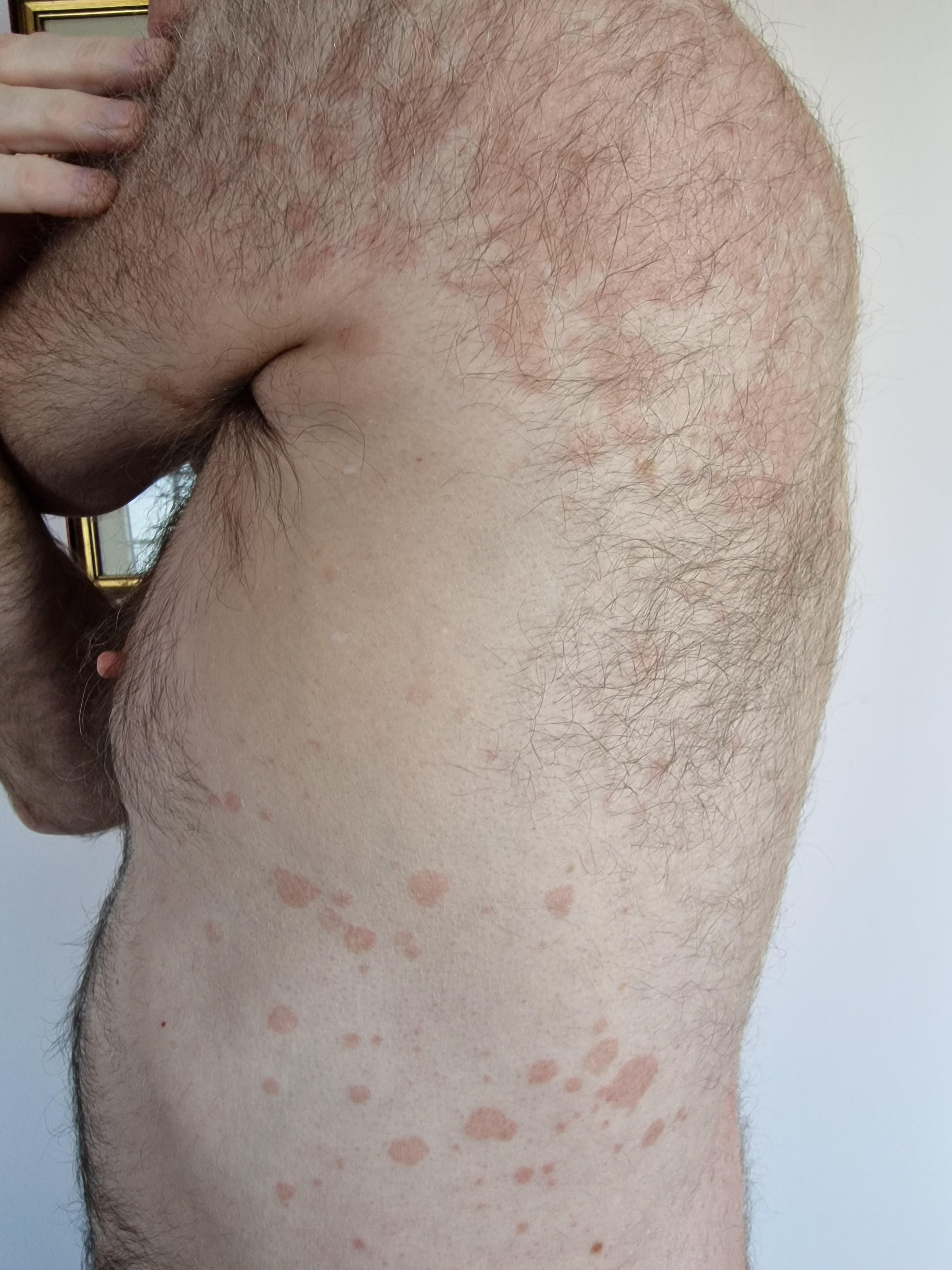
Psoriasis en gouttes sur un homme de 66 ans.